# Everson Ridge
Everson Ridge är en bergstopp i Antarktis. Den ligger i Sydorkneyöarna. Argentina och Storbritannien gör anspråk på området. Toppen på Everson Ridge är 77 meter över havet. Everson Ridge ligger på ön Signy.
Terrängen runt Everson Ridge är platt åt sydost, men kuperad mot nordost. Området är obefolkat. 